# Lybius senex
Lybius senex ("brunvit barbett") är en fågel i familjen afrikanska barbetter inom ordningen hackspettartade fåglar. Den betraktas i allmänhet som underart till vithuvad barbett (Lybius leucocephalus), men har getts artstatus av Birdlife International och IUCN, som kategoriserar den som livskraftig. Fågeln återfinns i Afrika i centrala och sydcentrala Kenya.